# Folktandvården

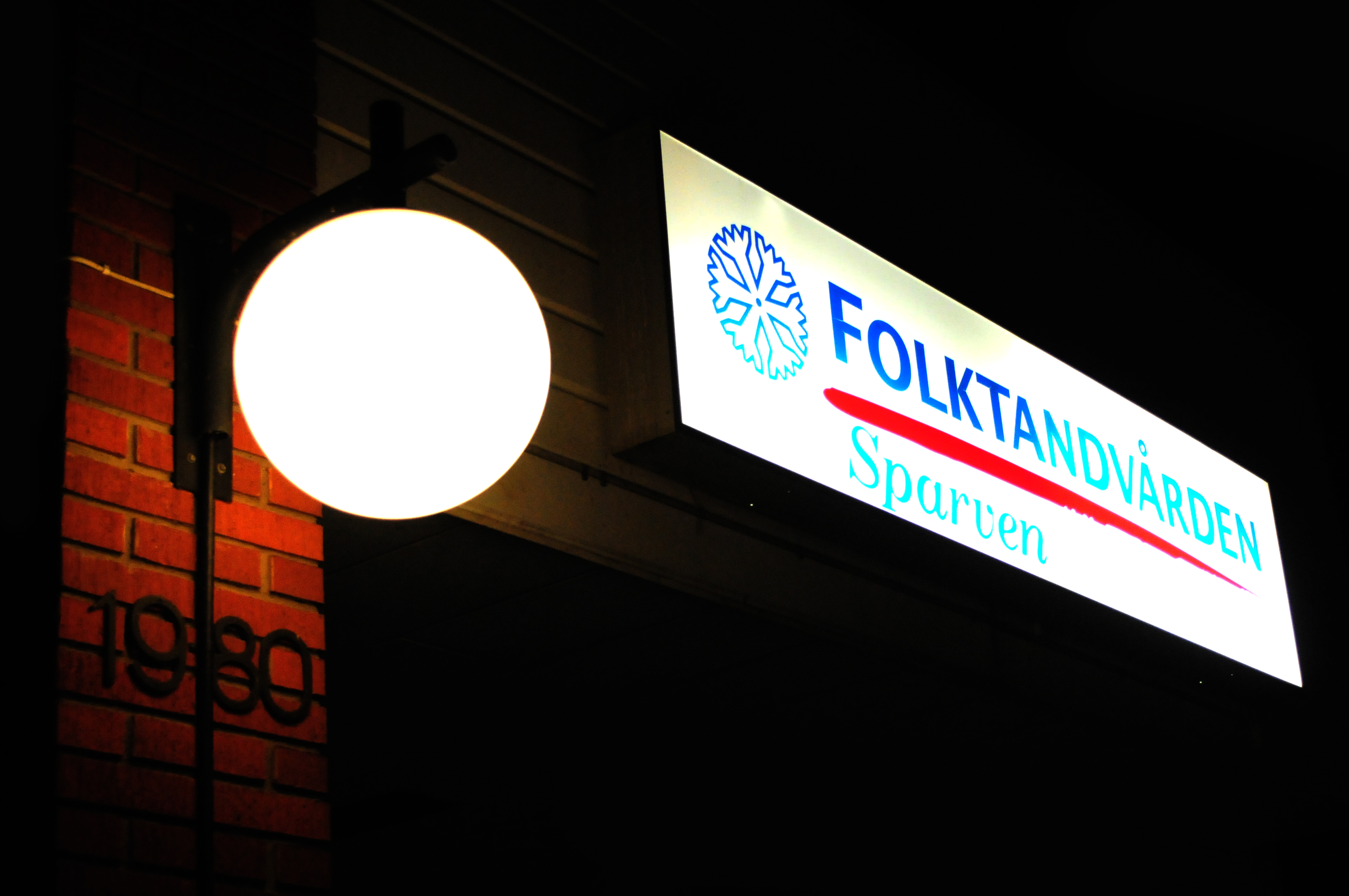
Folktandvården i Norrköping.

Folktandvården (FTV) kallas den tandvård i Sverige som drivs i offentlig regi av landets regioner.
Barn och ungdomar erbjuds genom regionernas försorg kostnadsfri tandvård till och med det år de fyller 20 inom folktandvården eller hos privata tandläkare, därefter bekostas vården av patienterna själva, upp till högkostnadsskydd.

## Historia
Riksdagen fattade 1924 beslut om att tillsätta en tandvårdsutredning. Det ledde så småningom till att Folktandvården bildades 1938. Inledningsvis omfattade Folktandvården bara barntandvård, men har under åren byggts ut till såväl vuxen- som specialisttandvård.
Idag har samtliga regioner, 21 st, en övergripande folktandvårdsorganisation.

## Frisktandvård
Frisktandvård är Folktandvårdens benämning på den abonnemangstandvård som beskrivs i lagen om statligt tandvårdsstöd (SFS 2008:145). I juni 2014 har fler än 600 000 patienter avtal om Frisktandvård. 
I Frisktandvård ingår undersökningar och utredningar, all hälsofrämjande och förebyggande vård, behandling av sjukdom och smärttillstånd, lagningar och enstaka kronor samt akut tandvård. 
Före frisktandvårdsavtalet placeras patienten i en av de 10 avgiftsklasserna. För patienter med Frisktandvård upprättar tandläkaren eller tandhygienisten därefter ett personligt egenvårdsprogram och patienten följer en vårdplan utifrån sitt eget behov med både förebyggande vård och den eventuella behandling som behövs. Priset för avtalet är fast för tre år i taget och kan betalas per år eller per månad.